# 宇出津町
宇出津町（うしつまち）は、石川県鳳至郡にかつて存在した町。現在の鳳珠郡能登町に属する地域であり、能登町が設置される前は鳳至郡能都町に属していた。
能登半島のいわゆる「内浦地区」に位置する漁港の町で、古くから内浦地区の行政・経済の中心として発展してきた。なお、「宇出津」の由来は諸説あるが、明確なものはない。
本項では現在の能登町宇出津地区についても記述する。

## 歴史

### 沿革
- 1889年（明治22年）4月1日 - 町村制の施行により、鳳至郡宇出津村、宇出津新町および宇出津山分村を廃し、その区域をもって鳳至郡宇出津町を設置。役場が宇出津地区に設置される。
- 1934年（昭和9年）- 役場を宇出津新へ移転。
- 1955年（昭和30年）3月25日 - 鳳至郡宇出津町、三波村、神野村および珠洲郡小木町を廃し、鳳至郡宇出津町、三波村、神野村字藤ノ瀬、字宇加塚、字曽又、字鶴町および珠洲郡小木町の区域をもって能都町を設置。宇出津町の3大字は能都町に継承。能都町が属す郡は鳳至郡となる。

## 行政

### 町長
| 代 | 人 | 氏名       | 就任                      | 退任                       | 備考 |
| -- | -- | ---------- | ------------------------- | -------------------------- | ---- |
| 1  | 1  | 冨田重作   | 1889年（明治22年）5月18日 | 1893年（明治26年）5月17日  |      |
| 2  | 1  | 冨田重作   | 1893年（明治26年）5月20日 | 1897年（明治30年）5月19日  |      |
| 3  | 1  | 冨田重作   | 1897年（明治30年）6月22日 | 1901年（明治34年）6月21日  |      |
| 4  | 1  | 冨田重作   | 1901年（明治34年）6月?日  | 1905年（明治38年）6月20日  |      |
| 5  | 1  | 冨田重作   | 1905年（明治38年）6月26日 | 1909年（明治42年）6月25日  |      |
| 6  | 1  | 冨田重作   | 1909年（明治42年）6月?日  | 1913年（大正2年）7月6日    |      |
| 6  | 2  | 喜多実     | 1914年（大正3年）2月12日  | 1918年（大正7年）7月2日    |      |
| 7  | 3  | 井東孝作   | 1918年（大正7年）8月9日   | 1922年（大正11年）8月8日   |      |
| 8  | 4  | 大杉律太郎 | 1922年（大正11年）11月9日 | 1926年（大正15年）11月8日  |      |
| 9  | 4  | 大杉律太郎 | 1926年（大正15年）11月8日 | 1929年（昭和4年）6月?日    |      |
| 10 | 5  | 数馬嘉一郎 | 1929年（昭和4年）6月18日  | 1933年（昭和8年）6月17日   |      |
| 11 | 6  | 宅崎芳太郎 | 1933年（昭和8年）6月24日  | 1936年（昭和11年）6月11日  |      |
| 12 | 7  | 数馬伊平   | 1936年（昭和11年）6月15日 | 1940年（昭和15年）6月14日  |      |
| 13 | 7  | 数馬伊平   | 1940年（昭和15年）6月14日 | 1944年（昭和19年）6月13日  |      |
| 14 | 7  | 数馬伊平   | 1944年（昭和19年）6月29日 | 1946年（昭和21年）10月11日 |      |
| 15 | 8  | 藤波久太郎 | 1947年（昭和22年）4月6日  | 1947年（昭和22年）7月29日  |      |
| 16 | 9  | 内田金太郎 | 1947年（昭和22年）9月8日  | 1950年（昭和25年）1月23日  |      |
| 17 | 10 | 川端時太郎 | 1950年（昭和25年）3月13日 | 1954年（昭和29年）3月12日  |      |
| 18 |    | 数馬伊平   | 1954年（昭和29年）3月13日 | 1955年（昭和30年）3月24日  |      |

## 能登町字宇出津

### 町域
- 宇出津
- 宇出津港
- 宇出津山分
- 宇出津新
- 崎山

### 周辺施設
行政
- 能登町役場能都庁舎
  - 2020年に庁舎を統合した。
- 珠洲警察署能登庁舎
- 奥能登広域圏事務組合能登消防署
- 輪島公共職業安定所能登出張所（ハローワーク能登）

教育
- 能登町立宇出津小学校
- 能登町中央図書館

医療
- 公立宇出津総合病院

経済
- 興能信用金庫本店
- 北鉄奥能登バス宇出津支所

### 交通
鉄道（廃線）
- 宇出津駅（のと鉄道能登線）

バス
- 北鉄奥能登バスの路線が穴水・珠洲・輪島方面に出ている。

道路
- 国道249号
- 石川県道6号宇出津町野線（主要地方道）
- 石川県道35号能都内浦線（主要地方道）

### 祭事
- あばれ祭（キリコ祭り）